# Doyle Brunson
Doyle "Texas Dolly" Brunson (ur. 10 sierpnia 1933 w Longworth, Teksas, zm. 14 maja 2023 w Las Vegas) – amerykański pokerzysta, autor książek o pokerze.
W trwającej ponad 40 lat karierze wygrał dwa razy z rzędu main event na World Series of Poker (1976 oraz 1977). Do historii przeszła jego ręka 10-2. Te dwie teoretycznie słabe karty dały mu obydwa tytuły. Najpierw pokonały A-J Jessego Alto przy kartach wspólnych A-J-10-2-10, a rok później na stole pojawiły się 10-8-5-2-10 i pokonały 8-5 Gary'ego Berlanda. Zdobył łącznie 10 bransolet za zwycięstwo w poszczególnych turniejach WSOP, co daje mu 2. miejsce w historii pod względem liczby zdobytych bransolet przez jednego gracza, ex aequo z Johnny Chanem (rekord w wysokości 16 bransolet należy do Phila Hellmutha). W 1988 został wprowadzony do Poker Hall of Fame.